# Bun superior
Bunurile superioare sunt consumate într-un procent mai mare pe măsură ce venitul crește și sunt un tip de bunuri normale în teoria consumatorului.
Valoarea de prestigiu a unor bunuri superioare este atât de ridicată încât scăderea prețurilor ar reduce cererea; acestea sunt legendele bunului Veblen.
Elasticitatea venitului pentru un bun superior este prin definiție mai mare decât 1, deoarece cheltuielile cresc pe măsură ce venitul crește. Un bun superior poate fi, de asemenea, un bun de lux care nu este cumpărat deloc sub un anumit nivel de venit.

## Confuzia cu bunurile obișnuite
Alegerea cuvântului "superior" pentru a defini bunurile de acest tip sugerează că ele sunt antonimul "bunului inferior", dar acest lucru este înșelător; un bun inferior nu poate fi niciodată un bun superior, dar multe bunuri nu sunt nici superioare, nici inferioare. Dacă cantitatea unui element cerut crește odată cu venitul, dar nu suficient pentru a crește cota din bugetul cheltuit pentru acesta, atunci este doar un bun normal și nu este un bun superior.
Consumul de bunuri normale crește odată cu majorarea veniturilor. De exemplu, dacă veniturile cresc cu 50%, consumul va crește (poate cu doar 1%, poate cu 40%, poate cu 70%). Un bun superior este un bun normal pentru care creșterea consumului proporțional depășește creșterea proporțională a veniturilor. Astfel, dacă veniturile cresc cu 50%, atunci consumul unui bun superior va crește cu mai mult de 50% (poate 51%, poate 70%).
În terminologia economiei, toate bunurile cu o elasticitate a cererii mai mare decât zero sunt "normale", dar numai subsetul cu elasticitate a cererii > 1 este "superior".
Unele texte despre microeconomie folosesc termenul superior bun ca singura alternativă la un bun inferior, făcând "bunuri superioare" și "bunuri normale" sinonime. În cazul în care acest lucru se face, un produs care reprezintă o parte din ce în ce mai mare a cheltuielilor sub creșterea veniturilor este adesea numit un bun ultra-superior.